# Lidy Stoppelman
Alida Elisabeth Stoppelman, dite Lidy Stoppelman, née le 3 juillet 1933 à Amsterdam, est une patineuse artistique néerlandaise, triple championne des Pays-Bas entre 1951 et 1953.

## Biographie

### Carrière sportive
Lidy Stoppelman est triple championne des Pays-Bas entre 1951 et 1953.
Elle représente son pays à quatre championnats européens (1951 à Zurich, 1952 à Vienne, 1953 à Dortmund et 1954 à Bolzano), trois mondiaux (1951 à Milan, 1952 à Paris et 1953 à Davos) et aux Jeux olympiques d'hiver de 1952 à Oslo.

## Palmarès
| Compétition               | 1950    | 1951    | 1952    | 1953    | 1954    |  |  |  |  |  |  |  |  |  |
| Jeux olympiques d'hiver   |         |         | 22e     |         |         |  |  |  |  |  |  |  |  |  |
| Championnats du monde     |         | 22e     | 17e     | 19e     |         |  |  |  |  |  |  |  |  |  |
| Championnats d’Europe     |         | 15e     | 21e     | 9e      | 13e     |  |  |  |  |  |  |  |  |  |
| Championnats des Pays-Bas | 3e      | 1re     | 1re     | 1re     |         |  |  |  |  |  |  |  |  |  |
|                           |         |         |         |         |         |  |  |  |  |  |  |  |  |  |
| Autre Compétition         | 1949/50 | 1950/51 | 1951/52 | 1952/53 | 1953/54 |  |  |  |  |  |  |  |  |  |
| Trophée Richmond          |         |         |         | 2e      | 3e      |  |  |  |  |  |  |  |  |  |
|                           |         |         |         |         |         |  |  |  |  |  |  |  |  |  |